# جوش رينولدز (لاعب دوري الرغبي)
جوش رينولدز (بالإنجليزية: Josh Reynolds)‏ هو لاعب دوري الرغبي أسترالي، ولد في 13 أبريل 1989 في سيدني في أستراليا.

## روابط خارجية
- جوش رينولدز على موقع ItsRugby.co.uk (الإنجليزية)